# Amagami
Amagami (яп. アマガミ Амагами) — симулятор свиданий, выпущенный компанией Enterbrain для платформы PlayStation 2 19 марта 2009 года. 24 апреля 2010 года было объявлено о выходе летом того же года аниме-адаптации под названием Amagami SS. Премьерная трансляция сериала прошла с 1 июля по 23 декабря 2010 года; всего было показано 25 серий. Продолжение под названием Amagami SS + транслировалось с 6 января по 30 марта 2012 года.

## Сюжет
За два года до начала основных действий аниме сердце Дзюнъити Татибаны было разбито девушкой, не явившейся на свидание с ним накануне Рождества. Теперь он студент второго курса старшей школы и практически не отличается от других учеников — разве что его спальное место, расположенное в шкафу, стилизовано под планетарий.
В сериале в виде шести арок альтернативной истории по 4 эпизода каждая рассказывается о том, как сложилась его жизнь, если бы после этого случая он влюбился в другую девушку. В каждой новой арке рассказ о новой девушке главного героя. В силу психологических причин (совместимости типов личности), в каждой новой арке главный герой имеет также другой характер и фактически является другой личностью с той же внешностью.

## Персонажи

Слева направо — Рихоко Сакураи, Цукаса Аяцудзи, Саэ Наката, Каору Танамати, Харука Морисима, Ай Нанасаки

### Основные
- Дзюнъити Татибана (яп. 橘純一 Татибана Дзюнъити)

Сэйю — Маэно Томоаки.
Главный мужской персонаж истории. Дружит с Масаёси и Каору. Спокойный, после событий двухлетней давности он не склонен проявлять инициативу в романтических отношениях, его доброта и желание оказывать помощь всем окружающим становятся главной причиной того, что он нравится девушкам. Прекрасно разбирается в геометрии. У него есть привычка озвучивать свои мысли вслух. На протяжении всего сериала раскрываются все детали его отношений с девушками, при этом ему удается найти контакт со всеми.
- Харука Морисима (яп. 森島 はるか Морисима Харука)

Сэйю — Сидзука Ито.
Очень популярная в школе девушка, (и в то же время одинокая), чему способствовало её постоянная смена клубов и кружков и масса поклонников. Впервые обратила внимание на Дзюнъити, когда заметила, что он купил еду робкой первокурснице (Саэ Накате). Обожает маленьких щенков и всякие милые вещи. Сначала отказала Дзюнъити после его первого признания в любви, но после того как он повторил свою попытку (чего никто не делал до него), дала ему шанс и искренне заинтересовалась им, однажды даже приревновав ему. Харука и Дзюнъити однажды уже встречались случайно два года назад в том парке, где Татибана ждал свою девушку. В дальнейшем Морисима сама спланировала своё первое свидание с Дзюнъити в гостинице номера, где и призналась ему в любви. В аниме показано, что десятью годами позже они счастливо живут в браке. Харуку с первого взгляда невзлюбила младшая сестра Татибаны.
- Цукаса Аяцудзи (яп. 絢辻 詞 Аяцудзи Цукаса)

Сэйю — Каори Надзука.
Одноклассница Дзюнъити, староста класса и трудоголик, берется за любую работу, на которую не соглашаются другие. У неё есть сестра Юкари, с которой у неё натянутые отношения. Это самый загадочный персонаж в аниме: на вид — добрая, спокойная и любезная, однако она хранит тайну, что её внешний вид — просто ширма для отвода глаз. На самом деле девушка — агрессивная, мрачная, наглая и даже мстительная. Цукаса назначается одним из ответственных за проведение Фестиваля Основание. Внезапно на вопросы учителя Дзюнъити добровольно вызывается в помощники Аяцудзи и таким образом тоже попадает в оргкомитет. Это удивляет Цукасу, и она мягко изучает характер Дзюнъити и наличие девушки у него. Однако Татибана находит её блокнот, и манера поведения девушки мгновенно меняется. Дзюнъити успел прочитать только первые несколько страниц, а не то, чего боялась староста, однако Цукаса уже выдала свою внутреннюю агрессию, и парень догадался, что её внешний образ — это подделка. Чтобы Дзюнъити не раскрыл истину, она пригрозила, что в случае лишней болтовни устроит ему адскую жизнь. Доброта Дзюнъити, его умение находить общий контакт с людьми и постоянная помощь в трудных ситуациях приводят к тому, что Цукаса начинает ревновать парня к другим девушкам и невольно обращает на него внимание из-за «его странности». Так она стала проводить с ним много времени, это не прошло мимо глаз одноклассников, в результате по школе поползли слухи. После конфликта с одноклассниками Аяцудзи потребовала у Дзюнъити, чтобы тот стал только её парнем. В порыве страсти девушка окончательно разбирается в своих чувствах, Дзюнъити и Цукаса признаются друг другу в любви. Через десять лет в аниме показывается, что у них родилась дочь, и они стоят перед рождественской ёлкой, которую вместе зажгли ещё в школьные годы. Их любовь ещё крепкая, а обещание любить друг друга все ещё в силе.
- Рихоко Сакураи (яп. 桜井 梨穂子 Сакураи Рихоко)

Сэйю — Рёко Синтани.
Близкая подруга Дзюнъити из параллельного класса ещё с младшей школы, влюблена в него уже много лет. Член чайного клуба. Наивная, простая девушка, зациклена на диетах и поэтому часто посещает библиотеку в поисках нужных книг. Дзюнъити помог ей выбраться из сетки, в которой она застряла из-за желания сократить путь до школы, а на Фестивале решил помочь чайному клубу. В эпилоге, Дзюнъити присоединяется к нему, и Рихоко надеется, что однажды ей хватит смелости признаться своему другу в любви.
- Каору Танамати (яп. 棚町 薫 Танамати Каору)

Сэйю — Рина Сато.
Одноклассница и близкая подруга Татибаны, с которым она знакома более трёх лет (со времен средней школы). Постоянно шутит над ним, флиртует, бьёт, иногда ревнует, если Дзюнъити обращает внимание на других девушек и особенно, если защищает их. Тем не менее, постоянно заботится и волнуется за Дзюнъити. Кроме того, она напористая и смелая девушка, «душа мужской компании», страдает «комплексом справедливости». Следует отметить, что Каору и Дзюнъити связывают множество общих детских и школьных воспоминаний, они прекрасно знают друг друга. Каору работает в семейном ресторане возле станции. Заметив интерес к себе со стороны Дзюнъити, она решила, что им срочно нужно изменить свои отношения, и поэтому силой заставила его себя поцеловать. Вскоре погрузилась в какой-то траур, узнав, что её мать решила выйти замуж опять за незнакомого Каору мужа. Выйти из стрессового состояния ей помог Дзюнъити, который оказался рядом. Позже они назначили свидание (не без помощи одноклассников), на котором и признались друг другу в любви. Переночевали вместе в комнате Дзюнъити и на следующий день начали строить совместные планы во время прогулки по пляжу.
- Саэ Наката (яп. 中多 紗江 Наката Саэ)

Сэйю — Хироми Конно.
Одноклассница и подруга младшей сестры Дзюнъити. Познакомилась с парнем, вернув назад потерянный кошелёк в 9 серии. Учась в школе для девочек большую часть своей жизни, Сае невероятно стесняется мужчин. Застенчивая, красивая и имеет большую грудь. Дзюнъити помог ей получить место работы в ресторане, где работает Каору, что сопровождалось множеством курьезных ситуаций. Поэтому девушка со временем влюбилась в него. Саэ и Дзюнъити принимали участие в конкурсе Лучшей пары на Фестивале Учреждение, где заняли второе место. Они выиграли приз поход в кино, где и признались друг другу в любви. В конце сюжета они вместе стоят перед рождественской ёлкой, где вдвоем мечтают о счастливом будущем своих отношений, а позже Дзюнъити снимает на видеокамеру Саэ и Мию, танцующих на кровати в костюмах животных.
- Ай Нанасаки (яп. 七咲 逢 Нанасаки Ай)

Сэйю — Юкана.
Одноклассница и подруга младшей сестры Дзюнъити. Она является членом школьной команды пловцов. Познакомилась с Татибаной в парке, когда тот возвращался из школы с Масаёси, и они обратили внимание на её короткую юбку. Девушка пригрозила, что сдаст обоих правоохранительным органам, а затем успокоила их, уточнив, что это была шутка. Сначала, по стечению обстоятельств, приняла Дзюнъити за извращенца и откровенного придурка. Но впоследствии из-за его смешливого характера, курьезных случаев и великодушия расспросила его младшую сестру о нём и заинтересовалась им. Он помог ей в геометрии и разобраться, в чём причина её противоречий с младшим братом, что и сыграло главную роль в их дальнейших отношениях. Однако отношения с Дзюнъити, занятость в учёбе и другое повлияли негативно на её тренировках по плаванию, из-за чего она не смогла попасть на важные соревнования. Принимая ванну в горячем источнике, они признались друг другу в любви. В эпилоге Дзюнъити отдыхает на коленях Ай, и они наблюдают за закатом солнца на пляже.
- Риса Камадзаки (яп. 上崎 裡沙 Камадзаки Риса)

Сэйю — Маи Кадоваки.
Подруга девушки, с которой у Дзюнъити провалилось свидание. Долгое время была влюблена в Татибану. Наконец она решила послать ему любовное послание, в котором призналась ему в любви, но при этом она настояла на том, чтобы они хранили свои отношения в секрете. По сюжету в несостоявшемся свидании с Дзюнъити двухлетней давности косвенно причастна Риса, которая сообщила его девушке Макихаре о том, что он якобы в последний момент изменил место встречи. В результате Дзюнъити и Макихара пошли в разные школы и расстались. Однако этот поступок вполне оправдан, поскольку Макихара пришла на свидание не одна, а с группой друзей, и хотела разорвать с ним отношения и таким образом высмеять его. Кроме того, Риса знала о всех остальных девушек Татибаны — Харуке, Каору, Ай, Рихоко и Цукасе — когда их отношения переходили за определённую грань. Позже Камадзаки призналась во всех своих грехах Дзюнъити, что сначала шокировало парня, однако он впоследствии простил её за то, что она нашла в себе силы рассказать правду. В результате Риса попросила прощения у всех девушек и пошла на Фестиваль Учреждения вместе с Дзюнъити.

### Второстепенные
- Мия (яп. 美也)

Сэйю — Кана Асуми.
Младшая сестра Дзюнъити, любящая игриво называть его «Ни-ни» («Братишка»). Она очень ревниво относится к девушкам Дзюнъити (исключение составляют Саэ, Ай и Рихоко, которые являются её близкими друзьями). Поскольку в обоих сезонах она является второстепенным персонажем, ей отдельно посвящены две чисто комедийных OVA-серии.
- Мая Такахаси (яп. 高橋 麻耶 Такахаси Мая)

Сэйю — Риса Хаямидзу.
Классная руководительница Дзюнъити. Наблюдательная, прекрасно находит общий язык с учениками, имеет слабость к спиртному, так как быстро пьянеет.
- Масаёси Умэхара (яп. 梅原 正吉 Умэхара Масаёси)

Сэйю — Такума Тэрасима.
Лучший друг Дзюнъити с детства, фанатично интересующийся идолами японской поп-культуры. Обменивается с Татибана порножурналами и обсуждает с ним всяческие мужские темы, постоянно волнуется за него. Судя по сюжету, между ними не существует каких-либо секретов. Весельчак и балагур, постоянно шутит над Дзюнъити, а на конкурсе «Лучшей пары» вышел на подиум с огромной надувной рыбой и признался ей в любви, иными словами, «там, где он, всегда весело». Никак не может найти себе девушку, хотя и флиртует с ними. Однако, несмотря на неудачи на личном фронте, он надежный человек и друг. В сюжете № 2 вместе с Кэйко способствует сближению Дзюнъити и Каору, в сюжете № 6 — пытается развеять пессимизм своего друга, проводя с ним свободное время и разговаривая на разные темы.
- Канаэ Ито (яп. 伊藤 香苗 Ито: Канаэ)

Сэйю — Юки Мацуока.
Близкая подруга Рихоко. Позже она победила на конкурсе «Мисс Санта»
- Кэйко Танака (яп. 田中 恵子 Танака Кэйко)

Сэйю — Маи Кадоваки.
Подруга Каору. Дзюнъити и Каору однажды пытались помочь ей в её романтических отношениях.
- Хибики Цукахара (яп. 塚原 響 Цукахара Хибики)

Сэйю — Ю Асакава.
Подруга Харуки и капитан команды девушек по плаванию.

## Аниме
| Зрительский рейтинг    | Зрительский рейтинг    | Зрительский рейтинг    |
| (на 12 июля 2012 года) | (на 12 июля 2012 года) | (на 12 июля 2012 года) |
| ---------------------- | ---------------------- | ---------------------- |
| Сайт                   | Оценка                 | Голосов                |
| Anime News Network     | · ссылка               | 661                    |
| AniDB                  | · ссылка               | 1454                   |

### Amagami SS
Две открывающие композиции аниме-сериала исполняет Azusa. Шесть закрывающих композиций к каждой из частей аниме, исполнены сэйю, героини которых являются главными персонажами в той или иной сюжетной арке.
Открывающие композиции
1. «I Love» (серии 1-13) исполняет Azusa.
2. «Kimi no Mama de» (яп. 君のままで, «Just Being You») (14 серия и далее) исполняет Azusa.

Закрывающие композиции
1. Kimi no Hitomi ni Koishiteru (яп. キミの瞳に恋してる, «I Love Your Eyes») исполняет Сидзука Ито.
2. Kitto Ashita wa… (яп. きっと明日は…, «Surely Tomorrow Will…») — Рина Сато.
3. Anata Shika Mienai (яп. あなたしか見えない, «I Can’t See Anything But You») — Хироми Конно.
4. Koi wa Mizuiro (яп. 恋はみずいろ, «Love is Colored Like Water») — Юкана Ногами.
5. Koi wa Aserazu (яп. 恋はあせらず, «Love is Calm») — Рёко Синтани.
6. Nageki no Tenshi (яп. 嘆きの天使, «The Angel of Lamentation») — Каори Надзука.
7. Koi no Yukue (яп. 恋のゆくえ, «The Prospects of Love») — Май Кадоваки.
8. Suteki na Aru Hi — Asumi Kana.

#### Список серий
| Арка Харуки Морисимы |                                                          |                       |
| 1 | Yearning (Тоска) «Акогарэ» (アコガレ)                    | 1 июля 2010 года      |
| Спящего Дзюнъити Татибану будит его младшая сестра Мия, чтобы, как и раньше, отправиться в школу вместе. По дороге он встречает Масаёси, в очередной раз хвастающегося фотоальбомом со звездой. Во время перемены Дзюнъити проигрывает игру камень, ножницы, бумага Каору и Масаёси и вынужден один отправляться в столовую где также помогает приобрести закуску Саэ Накате. По пути обратно в класс он встречает симпатичную Харуку, которая помогает ему подобрать упавшие упаковки с булочками и говорит, что он «очень милый». В конце дня Дзюнъити снова встречает Харуку, но на этот раз в библиотеке, и помогает ей отнести учебники. После этого он понимает, что влюблён. Через несколько дней он встречает её возле школьного фонтана и признаётся ей в любви. Однако Харука в ответ заявляет, что ей нравится «кто-нибудь более надежный и постарше». |                                                          |                       |
| 2 | Getting Closer (Сближение) «Сэккин» (セッキン)           | 8 июля 2010 года      |
| Плохо выспавшийся и пришедший в школу с мешками под глазами Татибана по совету друзей отправляется в мед. пункт, где сталкивается с Харукой, которая, несмотря на его недавнее признание в любви, продолжает вести себя как ни в чём не бывало и заявляет, что людям не обязательно быть парой чтобы нравиться друг другу. После школы Дзюнъити и Масаёси сопровождают Харуку и Хибики. Отвечая на вопрос, Морисима утверждает, что хотя подобного в её жизни ещё не было, но если отвергнутый парень повторно признается в любви, она скорее всего ему опять откажет. На другой день в Харуке внезапно просыпается желание поплескаться в бассейне и она спрашивает есть ли у Дзюнъити или его сестры купальник. Уже на месте они получают запрет на купание от Хибики как руководительницы команды по плаванию. Следом Морисима и Татибана отправляются в библиотеку, где юноша опять признаётся ей в любви, а она, поцеловав Дзюнъити в лоб, даёт понять, что у него есть шанс на развитие отношений. |                                                          |                       |
| 3 | Jealousy (Ревность) «Якимоти» (ヤキモチ)                 | 15 июля 2010 года     |
| Увидев общение Дзюнъити с Каору, Харука немного ревнует, и уведя его в пустое помещение школы расспрашивает подробности его разговоров. После этого Татибана просит Морисиму поцеловать его в лоб ещё раз, та отказывает ему, но просит, в свою очередь, чтобы он сам поцеловал её. Они прячутся в водонапорной будке. Харука просит его целовать «куда угодно, только не в губы», и Дзюнъити, вспоминая любовь девушки к собакам и то как они ведут себя с ней, решает поцеловать её в область ноги, обратную колену, от чего она получает большое удовольствие. Спрашивая у Хибики как себя вести с парнем, Харука получает совет «вести себя как котёнок», и восприняв это буквально, набрасывается на Дзюнъити с мяуканьем. В столовой они придумывают игру - Татибана просит Морисиму представить, что она похищена и связана, а он сам - тот, кто пришёл её покормить с ложки. Это действо вызывает всеобщее внимание.                                                                             |                                                          |                       |
| 4 | Love (Любовь) «Рэнай» (レンアイ)                         | 22 июля 2010 года     |
| На предрождественской распродаже Дзюнъити случайно встречает Харуку и они вместе проходят тест по типу «введите ваши имена и узнайте насколько вы совместимы» на 95 %. Юноша приглашает её провести Сочельник вместе, но она отказывает, мотивируя тем, что в этот день к ним обычно приезжают дедушка и бабушка, однако сама следом предлагает ему прийти на домашнюю вечеринку. Вечером встретившись на улице Харука отводит его в крытый аквапарк под предлогом, что он «слишком вспотел» и ему надо помыться, а затем, заявив, что все равно опоздали, они отправляются в номер отеля, где проводят ночь. Морисима, переживавшая, что пока она купалась в ванной, Татибана за нею не подглядывал (хотя он сам долго размышлял над тем стоит ли это делать), она открывает ему свои чувства, а тот, в ответ, повторно признаётся ей в любви. Последние минуты серии показывают как спустя 10 лет Хибики посещает их общий дом и рассматривает их, Дзюнъити и Харуки, свадебный альбом.                |                                                          |                       |
| Арка Каору Танамати (альтернативная версия развития событий) |                                                          |                       |
| 5 | Bad Friend (Плохие друзья) «Акую:» (アクユウ)            | 29 июля 2010 года     |
| После неудавшегося рождественского свидания Дзюнъити встречает Каору, которая просит подвести её на велосипеде в магазин. На следующий день в школе она «в шутку» его «избивает» из-за того, что он случайно увидел её трусики. Однако он не обижается и принимает её приглашение увидеться за углом школы, по пути туда фантазируя различные романтические и эротические варианты встречи. Придя туда он узнаёт, что на самом деле Каору хотела чтобы он дал совет другой девушке, Танаке, по поводу парня, который фактически крутит ею вокруг пальца. Татибана предлагает послать своего рода любовное письмо. После школы Татибана отправляется в кафе, в котором работает Каору, где та его сильно смущается. |                                                          |                       |
| 6 | Hesitation (Замешательство) «Томадои» (トマドイ)         | 5 августа 2010 года   |
| Каору у себя дома понимает, что влюбилась. В школе она чуть не калечит парня Танаки, который, получив письмо от девушки, пускает его по рукам. На крыше здания Каору и Дзюнъити обсуждают статус их отношений, мол друзья или более. Придя к мнению, что всё-таки друзья, Каору предлагает «что-нибудь в отношениях поменять» и целует его. В следующий раз Татибана отводит Танамати в библиотеку, где в качестве «мести за избиение» хочет её защекотать. Однако сразу же меняет способ мести на «целование пупка», что Каору в итоге очень нравится. После школы они помогают ребятишкам достать застрявший высоко на дереве воланчик. Поздно вечером Каору видит, как на улице её мама встречается с незнакомым мужчиной. |                                                          |                       |
| 7 | Betrayal (Предательство) «Урагири» (ウラギリ)            | 12 августа 2010 года  |
| На следующий день Каору не приходит в школу; Дзюнъити начинает тревожиться и отправляется на её поиски. В итоге он находит девушку на работе. Танамати рассказывает, что она поругалась со своей матерью и даже не ночевала дома из-за того, что девушка не желает видеть в семье нового отца. Тем не менее при поддержке Татибаны она звонит домой и мирится с мамой. Юноша заявляет, что всегда готов помочь ей. Каору на следующий день приходит в школу. |                                                          |                       |
| 8 | Progress (Прогресс) «Синтэн» (シンテン)                  | 19 августа 2010 года  |
| Каору берёт на себя инициативу и приглашает Дзюнъити провести Рождество вместе. Они прогуливаются в парке и посещают башню, стоящую в гавани. Несмотря на боязнь высоты юноше удаётся «справиться с этим испытанием» и обменяться поцелуем с Каору. Из-за того, что к тому времени весь автотранспорт перестал ходить, Татибана приглашает Каору к себе домой, где они и засыпают в одной кровати. |                                                          |                       |
| Арка Саэ Накаты (альтернативная версия развития событий) |                                                          |                       |
| 9 | Junior (Студентка младшего курса) «Kōhai» (コウハイ)     | 26 августа 2010 года  |
| Дзюнъити теряет бумажник; Саэ Наката, одна из недавно переведшихся учениц и подруга Мии, находит его и возвращает Татибане. Саэ решает устроить на работу в кафе по примеру Каору, однако самой большой проблемой для неё остаётся стеснительность при общении, и тогда Дзюнъити решает проводить с ней тренировки по общению и обслуживанию на дому, на одной из них Наката обливает Татибану кипятком. |                                                          |                       |
| 10 | Special Training (Особая тренировка) «Tokkun» (トックン) | 2 сентября 2010 года  |
| После происшествия дома у Дзюнъити, он и Саэ проводят тренировки в школе и на горячих источниках. В школьной столовой для облегчения общения с поварами Наката представляет их торговыми автоматами. После весёлого времяпрепровождения на источниках Дзюнъити и Мия отправляются домой; Сая с разрешения отца также ночует у них. |                                                          |                       |
| 11 | Change (Перемена) «Henkaku» (ヘンカク)                   | 9 сентября 2010 года  |
| Дзюнъити и Саэ проводят последнюю тренировку на крыше школы. Наката отправляется на собеседование и получает работу официантки. Татибана, его сестра и друзья навещают девушку на работе. Дзюнъити и Саэ посещают парк развлечений. Вдвоём они решают участвовать в конкурсе на лучшую пару на грядущем фестивале. |                                                          |                       |
| 12 | Lovers (Влюблённые) «Koibito» (コイビト)                 | 16 сентября 2010 года |
| На конкурсе на лучшую пару первое место занимают Хибики и Харука; второе — Дзюнъити и Саэ, за которое они в качестве приза получают билеты на приватный просмотр фильма в кинотеатре. После окончания ленты Татибана признаётся Накате в любви. |                                                          |                       |
| Арка Ай Нанасаки (альтернативная версия развития событий) |                                                          |                       |
| 13 | Worst (Худшее) «Saiaku» (サイアク)                       | 23 сентября 2010 года |
| В ночь, когда Дзюнъити с разбитым сердцем идёт домой, он сталкивается с девушкой по имени Ай, которая торопится домой с подарком для своего брата Икуо. Время спустя Дзюнъити снова встречает Ай, но делает это всё чаще, поскольку они учатся в одной школе, хоть и с разницей в один год: сначала на школьном дворе, затем в столовой и близ плавательного бассейна (Ай является членом клуба пловчих). Однажды Нанасаки просит Дзюнъити помочь пройтись по магазинам, и по одному из доставшихся им купонов они выигрывают 500 иен, которые тратят на перекус. |                                                          |                       |
| 14 | Heart Throbbing (Сердцебиение) «Tokimeki» (トキメキ)     | 7 октября 2010 года   |
| Дзюнъити, Каору и Масаёси, чтобы увидеть новую работницу библиотеки, о которой уже пошли слухи как об очень привлекательной девушке, отправляются туда. В библиотеке они устраивают такой шум, что оказавшаяся там Ай отчитывает троицу. Узнав, что Дзюнъити разбирается в геометрии, Ай просит его помочь ей в учёбе. Как у парня она просит у него совет, что делать со своим младшим братом, никак не желающем её слушать. За обедом Дзюнъити нечаянно оскорбляет Ай, заведя разговор о размерах грудей, после этого он неумело извиняется перед ней в присутствии всего клуба пловчих. Воспользовавшись советом Дзюнъити, Ай покупает для своего брата игрушечный пояс супергероя, но поскольку Икуо отказывается от подарка, считая его «немодным», то они сами играют с ним. |                                                          |                       |
| 15 | Transformation (Перевоплощение) «Henshin» (ヘンシン)     | 14 октября 2010 года  |
| Дзюнъити и Ай проводят время в парке развлечений. В тот же день они впервые целуются. На следующей день Дзюнъити видит как Ай спорит с Хибики, руководительницей клуба пловчих, из-за того, что её не берут на соревнование: Татибане приходится успокаивать заплаканную девушку, нырнув в бассейн прямо в школьной форме. |                                                          |                       |
| 16 | Profession of Love (Признание) «Kokuhaku» (コクハク)     | 21 октября 2010 года  |
| Открывается школьный Фестиваль основания, и Дзюнъити помогает Ай в приготовлении и продаже блюд японской кухни. Качество одэна, которым из года в год славился клуб пловчих, оценивают даже участники клуба чайной церемонии. После фестиваля Ай отводит Дзюнъити на горячие источники, принадлежащие её деду. Там они признаются друг другу в любви и даже впервые видят голые тела друг друга. В эпилоге Дзюнъити лежит на коленях Ай, наблюдая на пляже закат. |                                                          |                       |
| Арка Рихоко Сакураи (альтернативная версия развития событий) |                                                          |                       |
| 17 | Memories (Воспоминания) «Omoide» (オモイデ)              | 28 октября 2010 года  |
| 18 | Assistance (Помощь) «Tetsudai» (テツダイ)                | 4 ноября 2010 года    |
| 19 | Succession «Hikitsugi» (ヒキツギ)                        | 11 ноября 2010 года   |
| 20 | Farewell (Прощание) «Sayonara» (サヨナラ)                | 18 ноября 2010 года   |
| Арка Цукасы Аяцудзи (альтернативная версия развития событий) |                                                          |                       |
| 21 | Discovery (Открытие) «Hakken» (ハッケン)                 | 25 ноября 2010 года   |
| 22 | Inner Side (Внутренняя сторона) «Uragawa» (ウラガワ)     | 2 декабря 2010 года   |
| 23 | Pride (Гордость) «Puraido» (プライド)                    | 9 декабря 2010 года   |
| 24 | Promise (Обещание) «Yakusoku» (ヤクソク)                 | 16 декабря 2010 года  |
| Специальный выпуск. Риса Камисаки. |                                                          |                       |
| 25 | Truth (Правда) «Shinjitsu» (シンジツ)                    | 23 декабря 2010 года  |
| OVA. Мия Татибана. |                                                          |                       |
| 26 | Younger Sister (Младшая сестра) «Imōto» (イモウト)       | 20 апреля 2011 года   |

### Amagami SS Plus
Второй сезон является прямым продолжением первого, и посвящён развитию отношений Татибаны с каждой из девушек.

#### Список серий
| Список серий         | Список серий                                         | Список серий         |
| № серии              | Название                                             | Трансляция в Японии  |
| -------------------- | ---------------------------------------------------- | -------------------- |
| Арка Цукасы Аяцудзи  |                                                      |                      |
| 1                    | Temptation (Искушение) «Yuuwaku» (ユウワク)          | 6 января 2012 года   |
| 2                    | Showdown (Развязка) «Kessen» (ケッセン)              | 13 января 2012 года  |
| Арка Рихоко Сакураи  |                                                      |                      |
| 3                    | Twilight (Сумерки) «Yuugare» (ユウグレ)              | 20 января 2012 года  |
| 4                    | Wind Bell (Колокольчик) «Fuurin» (フウリン)          | 27 января 2012 года  |
| Арка Ай Нанасаки     |                                                      |                      |
| 5                    | Bold Front (Мужество) «Tsuyogari» (ツヨガリ)         | 3 февраля 2012 года  |
| 6                    | Escape «Tousou» (トウソウ)                           | 10 февраля 2012 года |
| Арка Каору Танамати  |                                                      |                      |
| 7                    | Sketch «Sketch» (スケッチ)                           | 17 февраля 2012 года |
| 8                    | Companion «Michizure» (ミチヅレ)                     | 24 февраля 2012 года |
| Арка Саэ Накаты      |                                                      |                      |
| 9                    | Doubt (Сомнение) «Utagai» (ウタガイ)                 | 2 марта 2012 года    |
| 10                   | Wish (Желание) «Onegai» (オネガイ)                   | 9 марта 2012 года    |
| Арка Харуки Морисимы |                                                      |                      |
| 11                   | Sexy «Sexy» (セクシー)                               | 16 марта 2012 года   |
| 12                   | Departure «Tabidachi» (タビダチ)                     | 23 марта 2012 года   |
| Мия Татибана         |                                                      |                      |
| 13                   | Hot Spring (Горячий источник) «Hen Onsen» (オンセン) | 30 марта 2012 года   |